# Departamento Florentino Ameghino
Das Departamento Florentino Ameghino liegt im Osten der Provinz Chubut im Süden Argentiniens und ist eine von 15 Verwaltungseinheiten der Provinz.
Es grenzt im Norden an die Departamentos Gaiman und Rawson, im Osten an den Atlantischen Ozean, im Südwesten an das Departamento Escalante und im Westen an das Departamento Mártires.
Die Hauptstadt des Departamento Florentino Ameghino ist Camarones. Sie liegt 1.654 km von Buenos Aires entfernt.
Das Departamento wurde nach dem argentinischen Naturforscher, Paläontologen, Anthropologen und Zoologen Florentino Ameghino (* 18. September 1854, † 6. August 1911) benannt.
Das Departamento ragt durch seinen Reichtum an geologischen und paläontologischen Merkmalen heraus. Fundstücke aus dieser Region sind weltweit in einer Reihe von Museen ausgestellt.

## Bevölkerung

### Übersicht
Das Ergebnis der Volkszählung 2022 ist noch nicht bekannt. Bei der Volkszählung 2010 war das Geschlechterverhältnis mit 923 männlichen und 704 weiblichen Einwohnern unausgeglichen mit einer deutlichen Überzahl an Männern.
Nach Altersgruppen verteilte sich die Einwohnerschaft auf 465 (28,6 %) Personen im Alter von 0 bis 14 Jahren, 1.062 (65,3 %) Personen im Alter von 20 bis 64 Jahren und 100 (6,1 %) Personen von 65 Jahren und mehr.

### Bevölkerungsentwicklung
Die Einwohnerzahl ist sehr gering und die Bevölkerung wächst für argentinische Verhältnisse nur langsam. Die Schätzungen des INDEC gehen von einer Bevölkerungszahl von 1.804 Einwohnern per 1. Juli 2022 aus.
| Jahr | 1947  | 1960  | 1970  | 1980  | 1991  | 2001  | 2010  | 2022    |
| Einwohner                                                                                                | 1.097 | 1.080 | 1.244 | 1.255 | 1.166 | 1.484 | 1.627 | k. Ang. |
| Bevölkerungsentwicklung des Departements seit 1947; Quelle: Ergebnisse der Volkszählungen in Argentinien |       |       |       |       |       |       |       |         |

## Städte und Gemeinden
Das Departamento Florentino Ameghino ist in folgende Gemeinden aufgeteilt:
- Camarones
- Malaspina
- La Esther
- Garayalde
- Caleta Hornos
- Uzcudun
- Florentino Ameghino
- Cabo Raso
- Puesto El Palenque

## Wirtschaft und Tourismus
Die Wirtschaft des Departamento und seiner Hauptstadt Camarones wird durch den Tourismus dominiert. Besondere Attraktionen sind die intakte Küste und die Pinguinkolonien.